# 8939 Onodajunjiro
8939 Onodajunjiro è un asteroide della fascia principale. Scoperto nel 1997, presenta un'orbita caratterizzata da un semiasse maggiore pari a 2,9193906 UA e da un'eccentricità di 0,0790731, inclinata di 1,76911° rispetto all'eclittica.